# Soyuz TM-33
Soyuz TM-33 fue un vuelo espacial tripulado ruso que se lanzó el 21 de octubre de 2001 en el vehículo de lanzamiento Soyuz-U. Llevó a los cosmonautas rusos Viktor Afanasyev, Konstantin Kozeyev, y la cosmonauta francesa Claudie Haigneré a la Estación Espacial Internacional (EEI).

## Tripulación
| Posición                                                    | Astronauta         | Agencia | Vuelos           |
| ----------------------------------------------------------- | ------------------ | ------- | ---------------- |
| Comandante                                                  | Viktor Afanasyev   | RKA     | Cuarto y último  |
| Ingeniero de Vuelo                                          | Claudie Haigneré   | ESA     | Segundo y último |
| Ingeniero de Vuelo/Participante de Vuelo Espacial           | Konstantin Kozeyev | RKA     | Único            |
| Comandante (retorno)                                        | Yuri Gidzenko      | RKA     | Tercero y último |
| Ingeniero de Vuelo (retorno)                                | Roberto Vittori    | ESA     | Primero          |
| Ingeniero de Vuelo/Participante de Vuelo Espacial (retorno) | Mark Shuttleworth  | SA      | Único (Turista)  |

## Acoplamiento con la EEI
- Acoplado a la EEI: 23 de octubre de 2001, 10:44 UTC (en el puerto nadir de Zarya)[3]
- Desacoplado de la EEI: 20 de abril de 2002, 09:16 UTC (del puerto nadir de Zarya)[3]
- Acoplado a la EEI: 20 de abril de 2002, 09:37 UTC (al módulo Pirs)[3]
- Desacoplado de la EEI: 5 de mayo de 2002, 00:31 UTC (del módulo Pirs)[3]

## Aspectos destacados de la misión
Fue la 14.ª misión tripulada a la EEI.
Soyuz TM-33 es una nave espacial rusa de transporte de astronautas que fue lanzada por un cohete Soyuz-U desde Baikonur a las 08:59 UT el 21 de octubre de 2001. Transportó a dos cosmonautas rusos y un cosmonauta francés a la Estación Espacial Internacional (EEI). Se acopló con la EEI a las 10:44 UT el 23 de octubre. Esta nueva tripulación pasó ocho días en la EEI y regresó en el antiguo Soyuz TM-32 a las 04:59 UT el 31 de octubre. El nuevo Soyuz permaneció acoplado como una nave de salvamento para la tripulación actual de tres astronautas (dos rusos y un estadounidense).